# Агнотозои
Агнотозо́и (лат. Agnotozoa) — ранее выделявшееся подцарство животных с простейшей дифференциацией клеток на ткани, по строению представляющих собой простейшую систему из нескольких слоёв различных тканей.
В соответствии с современными молекулярно-генетическими и сравнительно-морфологическими данными, тип Пластинчатые — сестринская группа либо всех остальных животных, либо всех остальных животных, за исключением губок, либо группы Bilateria. Так называемые Мезозои, к которым относятся типы Ортонектиды (Orthonectida) и Дициемиды (Dicyemida), а также спорный тип Monoblastozoa, — вторично упрощенные первичноротые, сохранившие рудименты мышечной системы и нервные клетки.